# Microvelia
Microvelia is een geslacht van wantsen uit de familie beeklopers (Veliidae). Het geslacht werd voor het eerst wetenschappelijk beschreven door Westwood in 1834.

## Soorten
Het genus bevat de volgende soorten:

- Microvelia acantha (Padilla-Gil, 2013)
- Microvelia addisi Poisson, 1949
- Microvelia aemulana Drake & Plaumann, 1955
- Microvelia alluaudi Poisson, 1941
- Microvelia americanus Uhler, 1884
- Microvelia ancona Drake & Chapman, 1954
- Microvelia andringitrae Poisson, 1952
- Microvelia ankavandrae Poisson, 1952
- Microvelia arca Drake, 1958
- Microvelia argentata Nieser & Alkins-Koo, 1991
- Microvelia argusta Drake & Maldonado-Capriles, 1954
- Microvelia aschnakiranae Makhan, 2014
- Microvelia ashlocki J. Polhemus, 1968
- Microvelia awasai Poisson, 1951
- Microvelia ayos Linnavuori, 1977
- Microvelia bloukransi Poisson, 1956
- Microvelia bossangoa Linnavuori, 1977
- Microvelia briseis Kirkaldy, 1900
- Microvelia bulckei Poisson, 1957
- Microvelia burmanica Paiva, 1918
- Microvelia carinata Linnavuori, 1977
- Microvelia cavernula J. Polhemus, 1972
- Microvelia cavicola J. Polhemus, 1999
- Microvelia chanita J. Polhemus & Hogue, 1972
- Microvelia chilena Drake & Hussey, 1955
- Microvelia cinchonana Drake & Hussey, 1954
- Microvelia circumcincta Champion, 1898
- Microvelia costaiana Drake & Hussey, 1951
- Microvelia crassipes Lundblad, 1933
- Microvelia crinata Drake, 1951
- Microvelia depressa J. Polhemus, 1974
- Microvelia distanti Lundblad, 1933
- Microvelia duidana Drake & Maldonado-Capriles, 1952
- Microvelia electra Andersen, 2000
- Microvelia fanera (Padilla-Gil, 2013)
- Microvelia flavipes Champion, 1898
- Microvelia fosoana Linnavuori, 1977
- Microvelia gestroi Kirkaldy, 1901
- Microvelia grimaldii Andersen, 2000
- Microvelia hambletoni Drake, 1951
- Microvelia hidalgoi McKinstry, 1937
- Microvelia hungerfordi McKinstry, 1937
- Microvelia inannana Drake & Hottes, 1952
- Microvelia inguapi Padilla-Gil & Moreira, 2013
- Microvelia inquilina J. Polhemus & Hogue, 1972
- Microvelia insignis (Distant, 1903)
- Microvelia intonsa Drake, 1951
- Microvelia irrasa Drake & Harris, 1928
- Microvelia isabelae Bachmann, 1979
- Microvelia karunaratnei J. Polhemus, 1999
- Microvelia kijabiensis Poisson, 1941
- Microvelia kipopoella Linnavuori, 1973
- Microvelia laesslei Drake & Hussey, 1954
- Microvelia lakatomivolae Poisson, 1957
- Microvelia leavipleura J. Polhemus, 1974
- Microvelia leptotmema Nieser & Alkins-Koo, 1991
- Microvelia leucothea J. Polhemus & Manzano, 1992
- Microvelia limaiana Drake, 1951
- Microvelia lokobei Poisson, 1951
- Microvelia longicornis Torre-Bueno, 1925
- Microvelia lujanana Drake, 1951
- Microvelia lundbladi Y. C. Gupta & Khandelwal, 2002
- Microvelia major Poisson, 1926
- Microvelia maromandiae Poisson, 1951
- Microvelia mbanga Linnavuori, 1977
- Microvelia mitohoi Poisson, 1951
- Microvelia miyamoti Y. C. Gupta & Y. K. Gupta, 2008
- Microvelia munda Drake, 1951
- Microvelia nessimiani Moreira & Rúdio in Rúdio & Moreira, 2011
- Microvelia novana Drake & Plaumann, 1955
- Microvelia oaxacana Drake, 1951
- Microvelia oraria Drake, 1952
- Microvelia panamensis Champion, 1898
- Microvelia parallela Blatchley, 1925
- Microvelia parana Drake & Carvalho, 1954
- Microvelia paura J. Polhemus, 1974
- Microvelia pererai J. Polhemus, 1979
- Microvelia peruviensis McKinstry, 1937
- Microvelia petraea Andersen, Yang & Zettel, 2002
- Microvelia pexa Drake & Hussey, 1951
- Microvelia piedrancha Padilla-Gil & Moreira, 2013
- Microvelia polhemi Andersen, 2000
- Microvelia portoricensis Drake, 1951
- Microvelia potama Drake, 1958
- Microvelia pseudomarginata Nieser & Alkins-Koo, 1991
- Microvelia psilonota J. Polhemus, 1974
- Microvelia pudoris Drake & Harris, 1936
- Microvelia pueblana Drake & Hottes, 1952
- Microvelia quieta Drake & Carvalho, 1954
- Microvelia rasilis Drake, 1951
- Microvelia recifana Drake, 1951
- Microvelia reflexa J. Polhemus, 1974
- Microvelia rishwani Makhan, 2014
- Microvelia rouwenzoriana Poisson, 1941
- Microvelia rufescens Champion, 1898
- Microvelia sarpta Drake & Harris, 1936
- Microvelia schmidti McKinstry, 1937
- Microvelia setipes Champion, 1898
- Microvelia stellata Kirkaldy, 1902
- Microvelia summersi Drake & Harris, 1928
- Microvelia tateiana Drake, 1951
- Microvelia timida Drake & Roze, 1958
- Microvelia trinitatis China, 1943
- Microvelia tsaratananae Poisson, 1952
- Microvelia tshingandana Linnavuori & Weber, 1974
- Microvelia urucara Moreira, Barbosa & Nessimian, 2011
- Microvelia urundii Poisson, 1955
- Microvelia venustissima Poisson, 1941
- Microvelia verana Drake & Hottes, 1952
- Microvelia villosula Torre-Bueno, 1927
- Microvelia zillana Drake & Hottes, 1952

Subgenus: Anchorinella Poisson, 1952
- Microvelia pauliani Poisson, 1951

Subgenus: Annulovelia Poisson, 1952
- Microvelia itremoi Poisson, 1952

Subgenus: Austromicrovelia Andersen & Weir, 2003
- Microvelia alisonae Andersen & Weir, 2003
- Microvelia angelesi Andersen & Weir, 2003
- Microvelia annemarieae Andersen & Weir, 2003
- Microvelia apunctata Andersen & Weir, 2003
- Microvelia australiensis Andersen & Weir, 2003
- Microvelia carnarvon Andersen & Weir, 2003
- Microvelia childi Andersen, 1969
- Microvelia distincta Malipatil, 1980
- Microvelia eborensis Andersen & Weir, 2003
- Microvelia fluvialis Malipatil, 1980
- Microvelia herberti Andersen & Weir, 2003
- Microvelia hypipamee Andersen & Weir, 2003
- Microvelia magnifica Lundblad, 1933
- Microvelia malipatili Andersen & Weir, 2003
- Microvelia margaretae Andersen & Weir, 2003
- Microvelia milleri Andersen & Weir, 2003
- Microvelia mjobergi Hale, 1925
- Microvelia monteithi Andersen & Weir, 2003
- Microvelia mossman Andersen & Weir, 2003
- Microvelia myorensis Andersen & Weir, 2003
- Microvelia odontogaster Andersen & Weir, 2003
- Microvelia pennicilla Andersen & Weir, 2003
- Microvelia peramoena Hale, 1925
- Microvelia queenslandiae Andersen & Weir, 2003
- Microvelia spurgeon Andersen & Weir, 2003
- Microvelia torresiana Andersen & Weir, 2003
- Microvelia tuberculata Andersen & Weir, 2003
- Microvelia ventrospinosa Andersen & Weir, 2003
- Microvelia woodwardi Andersen & Weir, 2003

Subgenus: Barbivelia Andersen & Weir, 2003
- Microvelia barbifer Andersen & Weir, 2003
- Microvelia falcifer Andersen & Weir, 2003

Subgenus: Cloacovelia Zettel, 2012
- Microvelia albolineolata Torre-Bueno, 1927
- Microvelia gapudi Zettel, 2012

Subgenus: Dilutovelia Zettel, 2012
- Microvelia leveillei (Lethierry, 1877)

Subgenus: Kirkaldya Torre-Bueno, 1910
- Microvelia americana (Uhler, 1884)
- Microvelia ayacuchana Drake & Maldonado-Capriles, 1952
- Microvelia beameri McKinstry, 1937
- Microvelia braziliensis McKinstry, 1937
- Microvelia californiensis McKinstry, 1937
- Microvelia fasciculifera McKinstry, 1937
- Microvelia gerhardi Hussey, 1924
- Microvelia paludicola Champion, 1898
- Microvelia torquata Champion, 1898
- Microvelia ubatuba Moreira & Barbosa, 2011

Subgenus: Pacificovelia Andersen & Weir, 2003
- Microvelia kakadu Andersen & Weir, 2003
- Microvelia kyushuensis Esaki & Miyamoto, 1955
- Microvelia lilliput Andersen & Weir, 2003
- Microvelia loriae Kirkaldy, 1901
- Microvelia macgregori (Kirkaldy, 1899)
- Microvelia morimotoi Miyamoto, 1964
- Microvelia oceanica Distant, 1914
- Microvelia pacifica Kirkaldy, 1908
- Microvelia plumbea Lundblad, 1933
- Microvelia prompta Cheesman, 1926
- Microvelia starmuehlneri J. Polhemus & Herring, 1970
- Microvelia tasmaniensis Andersen & Weir, 2003
- Microvelia trichota Nieser & Chen, 2005
- Microvelia vagans White, 1878

Subgenus: Philippinovelia Zettel, 2012
- Microvelia dalawa Zettel, 2014
- Microvelia isa Zettel, 2012
- Microvelia seyferti Zettel, 2014
- Microvelia wala Zettel, 2012

Subgenus: Picaultia Distant, 1913
- Microvelia bourbonensis Poisson, 1957
- Microvelia cameron Andersen, Yang & Zettel, 2002
- Microvelia cassisi Andersen & Weir, 2003
- Microvelia douglasi Scott, 1874
- Microvelia genitalis Lundblad, 1933
- Microvelia gracillima Reuter, 1883
- Microvelia horvathi Lundblad, 1933
- Microvelia hozari Hoberlandt, 1948
- Microvelia hynesi Poisson, 1949
- Microvelia japonica Esaki & Miyamoto, 1955
- Microvelia justi Andersen & Weir, 2003
- Microvelia macani Brown, 1953
- Microvelia minutissima Zettel & Tran, 2009
- Microvelia noeli Poisson, 1951
- Microvelia paramega Andersen & Weir, 2003
- Microvelia popovi Brown, 1951
- Microvelia pronotalis (Distant, 1913)
- Microvelia pygmaea (Dufour, 1833)
- Microvelia rennellensis Brown, 1968
- Microvelia sambiranoi Poisson, 1951
- Microvelia uenoi Miyamoto, 1964

Subgenus: Rastellovelia Poisson, 1954
- Microvelia niangbo Linnavuori, 1977
- Microvelia royi Poisson, 1954

Subgenus: Somnovelia Zettel, 2012
- Microvelia atroelegans Zettel & Gapud, 1999
- Microvelia jaechi Zettel & Gapud, 1999
- Microvelia legorskyi Zettel, 2012
- Microvelia somnokrene Zettel & Gapud, 1999

Subgenus: Starmuhlneria Poisson, 1964
- Microvelia undata Poisson, 1964